# كارلسون يونج
كارلسون يونج (بالإنجليزية: Carlson Young)‏ هي ممثلة أمريكية ولدت في 29 أكتوبر 1990.

## وصلات خارجية
- كارلسون يونج على موقع IMDb (الإنجليزية)
- كارلسون يونج على موقع قاعدة بيانات الفيلم (الإنجليزية)